# Nyckelupplevelse
Nyckelupplevelse är ett psykiatriskt begrepp som används vid beskrivning av vanföreställningar. Bakgrunden till liknelsen med en nyckel är att en händelse passar som en nyckel i sitt nyckelhål, en öm punkt skapad av tidigare upplevelser som ger en väldigt stark reaktion, och blir startskottet till utvecklingen av vanföreställningar.